# معاملة المثليين في سيراليون
يواجه الأشخاص من المثليين والمثليات ومزدوجي التوجه الجنسي والمتحولين جنسياً (اختصاراً: LGBT) في سيراليون تحديات قانونية واجتماعية لا يواجهها غيرهم من المغايرين جنسيا. يعتبر النشاط الجنسي بين الرجال وبين النساء (سواء في القطاع العام أو الخاص) غير قانوني في سيراليون ويحمل عقوبة محتملة بالسجن المؤبد (مع الأشغال الشاقة)، رغم أن هذا القانون نادراً ما يتم تطبيقه. يواجه الأشخاص من مجتمع المثليين وصمة عار بين السكان. كما أن المنازل التي يعيش فيها الشركاء المثليون غير مؤهلة للحصول على نفس الحماية القانونية المتاحة للأزواج المغايرين، مع وجود عدة تقارير تتحدث عن مستوى عالي من التمييز والانتهاكات ضد مجتمع المثليين.
في عام 2011، كانت سيراليون واحدة من خمسة بلدان أفريقية فقط وقعت على البيان المشترك بشأن إنهاء أعمال العنف وانتهاكات حقوق الإنسان ذات الصلة القائمة على التوجه الجنسي والهوية الجندرية في الأمم المتحدة، والتي دعت إلى وضع حد "لأعمال العنف والإجرام" والعقوبات وانتهاكات حقوق الإنسان ذات الصلة المرتكبة ضد الأفراد بسبب توجههم الجنسي أو هويتهم الجندرية".

## قانونية النشاط الجنسي المثلي
النشاط الجنسي المثلي بين الرجال غير قانوني بموجب المادة 61 من قانون الجرائم ضد الشخص 1861، والسجن مدى الحياة ممكن. النشاط الجنسي المثلي بين الإناث قانوني.
 السدومية...: كل من أدين بجريمة الجنس من الدبر البشعة، وارتكب... مع البشر... يكون مسؤولاً..... أن يبقى في الأشغال العقابية مدى الحياة.
هذا القانون موروث إستعماري من الإمبراطورية البريطانية ولايتم تطبيقه إلا نادرا. لا توجد حالات منشورة لتطبيق القانون في التاريخ الحديث.
في عام 2011، كانت سيراليون واحدة من خمسة بلدان أفريقية فقط وقعت على البيان المشترك بشأن إنهاء أعمال العنف وانتهاكات حقوق الإنسان ذات الصلة القائمة على التوجه الجنسي والهوية الجندرية في الأمم المتحدة، والتي دعت إلى وضع حد "لأعمال العنف والإجرام" والعقوبات وانتهاكات حقوق الإنسان ذات الصلة المرتكبة ضد الأفراد بسبب توجههم الجنسي أو هويتهم الجندرية".

## الاعتراف القانوني بالعلاقات المثلية
لا يوجد اعتراف قانوني بالعلاقات المثلية.

## التبني وتنظيم الأسرة
وفقًا لوزارة الخارجية الأمريكية، «لا يجوز للرجل العازب تبني طفل ما لم تكن هناك ظروف استثنائية أو أن يكون الطفل ابنًا للوالد المتبني المحتمل. يمكن للأزواج المتزوجين [المغايرين] فقط التبني بشكل مشترك.»

## الحماية من التمييز
لا يحمي دستور سيراليون أو قوانينها من التمييز على أساس التوجه الجنسي أو الهوية الجندى ية.
لا تعمل لجنة حقوق الإنسان في سيراليون على حقوق المثليين، لأنه وفقًا لما ذكره مدير الاتصالات في عام 2011، فإن «قانون سيراليون لا يمنح اللجنة صلاحيات للدفاع عن حقوق الإنسان لمجتمع المثليين ودعمها».

## ظروف الحياة
وفقًا لتقرير مقدم من السفارة الأمريكية في سيراليون في عام 2011،
يعتقد الكثير من سكان سيراليون أن المثلية الجنسية تمارس حصريًا من قبل أو من خلال حوافز من الأجانب - من المفترض أن المثليين جنسياً إما يقومون بإتباع الممارسات الغربية أو يحفزهم الاقتصاد. قال عدد من سكان سيراليون، حتى أولئك الذين تعرضوا إلى حد كبير للثقافة الغربية، أن المثلية الجنسية لا وجود لها محليًا، وأن أي حالات ترجع مباشرة إلى النفوذ الغربي. ... قال عدد قليل من سكان سيراليون الذين اعترفوا بمعرفة شخص يعتقد أنه من مجتمع المثليين، أنه لن يعترف أي شخص بذلك علنًا، وإذا فعل ذلك، فسيتجنبه أفراد أسره وأصدقاؤه وربما يهدده أفراد المجتمع. ... في حين أن الوصمات المجتمعية تبقي المثلية الجنسية في الخفاء، لا توجد «طلبات» تطالب بتشريعات أكثر صرامة أو لتطبيق قانون 1861، وهذا في بلد يوجد في مطالبات أخرى عديدة.
يتجنب السياسيون والأحزاب السياسية والمنظمات السياسية الأخرى في سيراليون الإدلاء ببيانات عامة حول حقوق المثليين أو الخروج في معارضة لهم لأسباب دينية. بدأ أعضاء مجتمع المثليين في سيراليون في حملة من أجل حقوق المثليين في عام 2002، من خلال إنشاء «رابطة الكرامة» (بالإنجليزية: Dignity Association)‏.
في عام 2004، تم اغتيال فانيان إدي وهي مؤسسة أول منظمة لحقوق المثليين في سيراليون، والمعروفة ب«جمعية المثليين والمثليات في سيراليون». وفقا للتقارير الأولية، اغتصبها عدة رجال بوحشية وقتلوها في مكتبها. يعتقد العديد من نشطاء حقوق الإنسان أنها كانت مستهدفة لكونها مثلية الجنس وبسبب عملها لصالح النساء ومجتمع المثليين. ومع ذلك، قال قسم التحقيق الجنائي في قوة شرطة سيراليون في عام 2005 إنه لا يوجد دليل على وقوع أعمال عنف جنسي وأنه لا يمكن إلقاء اللوم على جريمة القتل كونها جريمة معادية للمثليين. وكان الشخص المتهم بارتكاب جريمة القتل «عاملة حراسة ساخطة قامت السيدة إيدي بفصلها قبل أسابيع من القتل» وقيل إنها «هددت بالانتقام» منها.
في عام 2011، أجرت الحكومة، من خلال البرنامج الوطني لمكافحة الإيدز/فيروس نقص المناعة البشرية، أول دراسة لها على الإطلاق للرجال الذين يمارسون الجنس مع الرجال. وجدت الدراسة أنه على الرغم من أن المجتمع قد يكون سريعًا جدًا في تصنيف هؤلاء الرجال على أنهم «مثليون»، فإن الكثير منهم لا يربطون ممارساتهم الجنسية بكونهم «مثليين»، بدلاً من الإصرار على الهوية الجنسية المغايرة. ووجدت الدراسة أيضًا أن وجود شركاء جنسيين رجال ومزدوجي التوجه الجنسي شائع جدًا بين الرجال الذين يمارسون الجنس مع الرجال. كان معدل الإصابة بفيروس نقص المناعة البشرية بين الرجال الذين يمارسون الجنس مع الرجال 7.5 في المائة، أي أكثر من خمسة أضعاف معدل انتشار فيروس نقص المناعة البشرية على المستوى الوطني«، مما يعني أن مجتمعات الرجال الذين يمارسون الجنس مع الرجال تعد من العوامل المهمة لوباء فيروس نقص المناعة البشرية في البلاد. وهذا يتيح انتقال فيروس نقص المناعة البشرية في الغالب حدوث الشراكات الجنسية المتعددة. هذا يشكل تهديدًا كبيرًا للصحة العامة بشكل عام وأصبح من الشواغل ذات الأولوية لـ [الأمانة الوطنية لفيروس نقص المناعة البشرية / الإيدز في سيراليون] ... والبرنامج الوطني لمكافحة الإيدز/فيروس نقص المناعة البشرية. لا يمكن إلقاء اللوم على ارتفاع معدلات الإصابة بفيروس نقص المناعة البشرية بين الرجال الذين يمارسون الجنس مع الرجال على ممارساتهم الجنسية في حد ذاتها».
قال رئيس الوزراء البريطاني ديفيد كاميرون في أكتوبر 2011 إن المملكة المتحدة قد تحجب المساعدات عن الدول التي لا تعترف بحقوق المثليين. رداً على ذلك، قالت نائبة وزير الإعلام شكا تاراولي لوسائل الإعلام في نوفمبر 2011 «إنه من غير الممكن أن نشرع زواج المثليين لأنه يتعارض مع ثقافتنا». وقال رئيس الكنيسة الميثودية في سيراليون، الأسقف أرنولد تيمبل، «إن الكنيسة في سيراليون ستبذل قصارى جهدها لحماية الديمقراطية لكن قيمنا لن تقبل الدعوة من... السيد كاميرون إلى دول الكومنولث... لقبول المثليين والمثليات. ندعو الحكومة... لإبلاغ الزعيم البريطاني بأن هذه الممارسات غير مقبولة وندينها تمامًا. لا ينبغي اعتبار إفريقيا قارة تحتاج إلى أن تتأثر بالتهديد الشيطاني لأن قيمنا مختلفة تمامًا.»
وجد تقرير حقوق الإنسان الصادر عن وزارة الخارجية الأمريكية عام 2012 أنه:
يحظر قانون 1861 الأفعال الجنسية المثلية بين الرجال («الجنس من الدبر» و «الجرائم ضد الطبيعة»)؛ ومع ذلك، لا يوجد أي حظر قانوني على ممارسة الجنس المثلي بين الإناث. ويعاقب قانون 1861 بالسجن مدى الحياة بتهمة «الاعتداء غير اللائق» على رجل أو 10 سنوات لمحاولة مثل هذا الاعتداء. ومع ذلك، لم يتم تطبيق القانون في الممارسة العملية. خلال الاستعراض الدوري الشامل للبلاد أمام مجلس حقوق الإنسان التابع للأمم المتحدة في مايو 2011، أخبر المدعي العام مجموعة العمل أن جميع الأشخاص في البلاد سيتم حمايتهم بغض النظر عن توجههم الجنسي. ومع ذلك، رفضت الحكومة فيما بعد ثلاث توصيات من أصل 129 توصية لمجموعة العمل، اثنان يدعوان إلى إلغاء تجريم كل النشاط الجنسي بين البالغين والآخر يدعو إلى تشريع يحظر التمييز على أساس التوجه الجنسي والهوية الجندرية. على الرغم من عدم تطبيق قانون 1861، واصلت الشرطة مضايقة واحتجاز وضرب وإدانة الأشخاص الذين يُعتقد أنهم أعضاء من مجتمع المثليين. تم اختيار الرجال الذين يرتدون ملابس النساء للاحتجاز والمضايقة والإهانة العلنية، لكن لم يتم اتهامهم رسميًا بأي جريمة أو جنحة. عملت بعض المنظمات، بما في ذلك «ديغنيتي إس إل» (بالإنجليزية: DignitySL)‏ والفصل المحلي من «لماذا لا يمكننا الزواج.com»، على دعم المثليين، ولكنهم حافظوا على ملفات تعريف منخفضة للغاية. لا يمكن القيام بمسيرات فخر المثليين وعروض التضامن العامة الأخرى بأمان. حدث التمييز الاجتماعي القائم على التوجه الجنسي في كل جانب من جوانب الحياة للمثليين والمثليات المعروفين، واختار العديد منهم إقامة علاقات جنسية مغايرة ووحدات عائلية لحمايتهم. في مجالي التوظيف والتعليم، كان التوجه الجنسي أساس المعاملة المسيئة، مما دفع الأفراد إلى ترك وظائفهم أو دورات دراسية. كان من الصعب على المثليين والمثليات الحصول على الخدمات الصحية بسبب الخوف من تجاهل حقوقهم السرية إذا كانوا صادقين بشأن أمراضهم؛ اختار الكثيرون عدم اختبارهم أو علاجهم من الأمراض المنقولة جنسياً. كان الإسكان الآمن أيضًا مشكلة بالنسبة للأشخاص المثليين. وكثيراً ما تتجنب الأسر أطفالهم من مجتمع المثليين، مما يدفع بعض الأطفال إلى اللجوء إلى الدعارة من أجل البقاء. يمكن للبالغين أن يفقدوا عقودهم إذا أصبحت توجهاتهم الجنسية علنية. كانت الفتيات والنساء المثليات ضحايا «لعمليات الاغتصاب المخطط لها» التي بدأها أفراد الأسرة في محاولة لتغيير توجههم الجنسي. أفادت التقارير أن الجماعات الدينية عززت التمييز ضد مجتمع المثليين.

| قانونية النشاط الجنسي المثلي                                                                  | (العقوبة:أشغال عقابية مدى الحياة للرجال (لا يتم تطبيقه) |
| المساواة في السن القانوني للنشاط الجنسي                                                       | No                                                      |
| قوانين مكافحة التمييز في التوظيف                                                              | No                                                      |
| قوانين مكافحة التمييز في توفير السلع والخدمات                                                 | No                                                      |
| قوانين مكافحة التمييز في جميع المجالات الأخرى (تتضمن التمييز غير المباشر، خطاب الكراهية)      | No                                                      |
| قوانين مكافحة أشكال التمييز المعنية بالهوية الجندرية                                          | No                                                      |
| زواج المثليين                                                                                 | No                                                      |
| الاعتراف القانوني بالعلاقات المثلية                                                           | No                                                      |
| تبني أحد الشريكين للطفل البيولوجي للشريك الآخر                                                | No                                                      |
| التبني المشترك للأزواج المثليين                                                               | No                                                      |
| يسمح للمثليين والمثليات ومزدوجي التوجه الجنسي والمتحولين جنسيا بالخدمة علناً في القوات المسلحة | No                                                      |
| الحق بتغيير الجنس القانوني                                                                    | No                                                      |
| علاج التحويل محظور على القاصرين                                                               | No                                                      |
| الحصول على أطفال أنابيب للمثليات                                                              | No                                                      |
| الأمومة التلقائية للطفل بعد الولادة                                                           | No                                                      |
| تأجير الأرحام التجاري للأزواج المثليين من الذكور                                              | (غير قانوني للأزواج المغايرين كذلك)                     |
| السماح للرجال الذين مارسوا الجنس الشرجي التبرع بالدم                                          | No                                                      |

- حقوق المثليين في أفريقيا

1. 
2. 
3. 
4. 
5. 
6. 
7. 
8. 
9. 
10. 
11. 
12. 